# Louis Maertens
Louis Jean Eugène Maertens, ook Maertens-Pelckmans, (Gent, 6 oktober 1781 - 1 maart 1872) was een Belgisch senator.

## Levensloop
Hij was een zoon van de koopman Jean Maertens en van Elisabeth De Backer. Hij trouwde met Marie-Jeanne Pelckmans, was de vader van Léopold Maertens en de schoonvader van Joseph Van Goethem.
Beroepshalve was hij handelaar in koffie en thee. Hij werd ook bankier.
Hij was gemeenteraadslid van Gent van 1825 tot 1830 en provincieraadslid van 1836 tot 1844. In 1855 werd hij katholiek senator voor het arrondissement Gent en vervulde dit mandaat tot in 1863.
Hij was verder ook nog, vanaf 1811, lid van de Handelsvereniging van Gent en plaatsvervangend rechter bij de rechtbank van koophandel in Gent (1825-1828).